# Tomáš Čáp
Tomáš Čáp (* 21. listopadu 1978, Hranice) je český fotbalový obránce hrající za SK Hranice.

## Fotbalová kariéra
Svoji fotbalovou začal v SK Hranice. Mezi jeho další angažmá patří: FK Jablonec 97, FK Mladá Boleslav, SK Kladno, FC Kärnten, FC Vítkovice a FK Senica.